# Distrito de Cujillo
El distrito de Cujillo es uno de los quince distritos  de la provincia de Cutervo, ubicado en el extremo oriental de la provincia de Cutervo, en la margen izquierda del río Marañón, entre los ríos Malleta y Silaco ,  en el Departamento de Cajamarca, bajo la administración del Gobierno regional de Cajamarca, en el Perú.  
Etimología: Cujillo deriva de la palabra Cujaquillo - que a su vez proviene de cujaca un pequeño arbusto que crece en la zona.
Según el INEI, Cujillo es el noveno distrito  con mayor pobreza monetaria del Perú  (87.1% según INEI 2018) , su actividades comerciales, sociales y culturales mayormente las realiza con la provincia de Jaén vía el puerto de Malleta (en el río Marañón)

## Historia
La abundancia de expresiones rupestres fundamentalmente pictografías y grabados en el caserío de Quilucat  explican la presencia de poblaciones tempranas en esta región.
Uno de los primeros pueblos  de los que se tiene referencia en esta región es  Collaque pueblo originario del actual pueblo de Cujillo, que según referencia de pobladores no hace mucho tiempo se dejaba ver sus estructuras de piedra de estilo inca y  al crearse el pueblo de San Francisco, las piedras de estas estructuras fueron usadas para edificar las nuevas construcciones, perdiéndose los vestigios de esta población.
Este territorio fue incorporado al Tahuantinsuyo, para ser luego sometido por los españoles, es así que en la época de la conquista del Perú, aparece como parte de la encomienda de los  Guambos
En el año de 1561 por disposición del virrey Diego López de Zúñiga,  fue anexado a la ciudad de Jaén que perteneció a la audiencia de Quito, segregándose de los Guambos.
El 11 de octubre del año 1832  el pueblo de Cujillo, se pronunció categóricamente por pertenecer al Perú, después que Sucre que fue el intendente de Quito, invitó a Jaén a jurar la constitución de Colombia.
El distrito de Cujillo fue creado mediante Ley del 2 de enero de 1857, en el gobierno del Presidente Ramón Castilla y perteneció a la provincia de Jaén. Al crearse la provincia de Cutervo pasó a integrar esta  provincia por Ley n.º 1296 de fecha 22 de octubre de 1910.

## Geografía
El distrito de Cujillo tiene una geografía muy accidentada con elevaciones que van desde los 490 m s. n. m. (Puerto Malleta) hasta los 2000 m s. n. m. (elevación en el centro poblado de Yunchaco). 
Tiene una extensión territorial de  108,93 km², constituye el 3,6% del total del territorio provincial 
Su capital el pueblo de Santiago de Cujillo se encuentra a una altitud de 1579 m s. n. m.
En cuanto a su clima, es templado con una media anual de 20° , llegando a 29 °C en épocas calurosas. 
En cuanto a su población, según el censos de población y vivienda del año 2017 efectuado por el INEI, el distrito cuenta con 2330   pobladores de los cuales 1152 son hombres y 1 178 mujeres.  
LIMITES: 
- Norte: Distritos de Lonya Grande y Yamón, provincia de Utcubamba Dpto. Amazonas.
- Este : Distritos de Lonya Grande y Pión, provincia de Chota.
- Sur: Distrito de La Ramada (Cutervo)
- Oeste: Distritos de San Juan y Santo Tomás (Cutervo).

VÍAS DE COMUNICACIÓN
Cujillo cuenta con dos vías de comunicación:
La más importante es la vía va de Cujillo al puerto de Malleta (río Marañón)  con una longitud de 26 km.  es la vía más transitada  ya que a través de ella se comunican con diversos caseríos y centros poblados del distrito y es la vía de salida hacia el departamento de Amazonas ,  la provincia de Jaén (Cajamarca) y la costa del Perú, con quienes mayormente realizan intercambio comercial.
La otra vía (que es menos utilizada) comunica a la capital de la provincia - Cutervo - y recorre los distritos de San Juan de Cutervo, La Ramada, San Luis de  Lucma, Sócota y Cutervo con una longitud de 94 km. El tiempo aproximado en recorrer esta ruta es aproximado de 6 horas.  
Las carreteras vecinales  se encuentran en pésimas condiciones, es más la carretera  que va de Cujillo a Nuevo Malleta desde el año 2017 se encuentra interrumpida a pesar de las peticiones a las autoridades locales y regionales aún a la fecha (marzo de 2020) no se da solución , por lo que se ha optado por construir una nueva trocha que es mucho más peligrosa.

## Atractivos Turísticos
Templo católico. Es el templo más antiguo que se conserva en la provincia de Cutervo, edificado en adobe con estilo colonial.

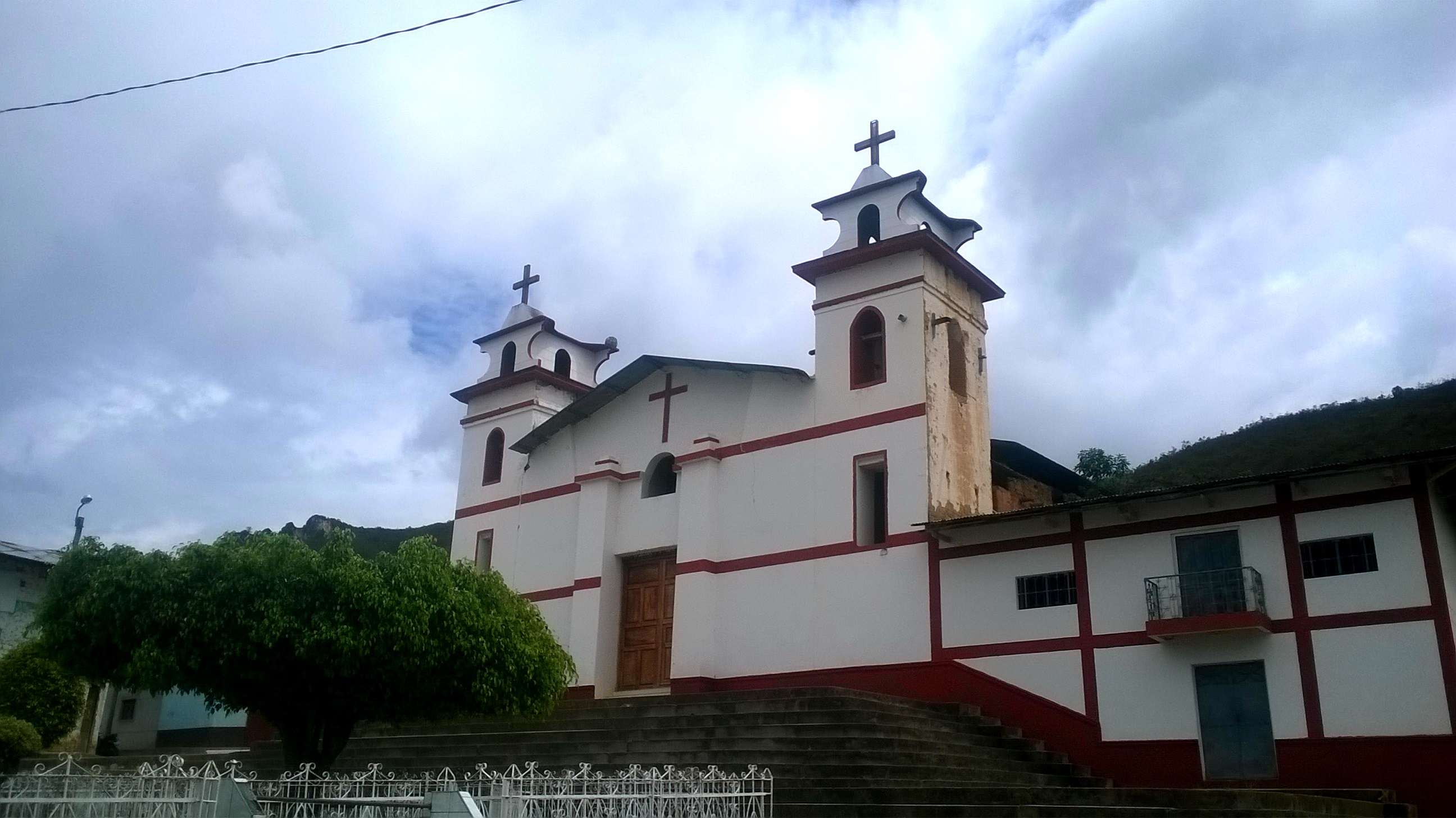
Templo colonial de Cujillo

Pictografías en Quilucat. A la margen izquierda del río Silaco una de las muestras más antiguas de la presencia del ser humano en esta zona.
Bosque de Piedras las Calderas.  Formaciones pétreas de impresionantes figuras, se encuentran en Nuevo Malleta a la margen izquierda del río Marañón.
El río Marañón. que bordea el cerro las calderas, forma parte del límite entre el departamento de Amazonas y Cajamarca.

## Autoridades

### Municipales
- 2015 - 2018[1]
  - Alcalde: Prof. Fredy Roland Cueva Fuentes, del Movimiento de Afirmación Social (MAS).
  - Regidores: ..

- 2011 - 2014[2]
  - Alcalde: Agustín Monsalve Rojas, del Movimiento Regional Fuerza Social Cajamarca (FS).
  - Regidores: Aosberto Julón Tarrillo (FS), Edilberto Fernández Contreras (FS), Adela Gómez Vásquez (FS), Anadelly Delgado Gonzales (FS), Miguel Gálvez Requejo (Movimiento de Afirmación Social).
- 2007 - 2010
  - Alcalde: Juan Marrufo Alcántara.

- 2019 - 2022[2]
  - Alcalde: Clever Yonson Huaman Díaz, del Partido Político Alianza para el Progreso (APP).
  - Regidores: San Auber Sánchez Sánchez (APP), Luz Marina Espinoza Fernández (APP), Teófilo Montenegro Martínez (APP), Juan Requejo Carranza (APP), Miguel Arévalo Vilchez (Movimiento Regional Cajamarca Siempre Verde).
- 2019 - 2022
  - Alcalde: Clever Yonson Huaman Díaz

### Policiales
- Comisaría:  No cuenta con una comisaría de la Policía Nacional del Perú.

### Religiosas
Mayormente  la población profesa la religión cristiana, habiendo en el distrito algunas iglesias, pero mayormente pertenecen a la Iglesia Católica que pertenece a la  Prelatura de Chota cuyo  obispo Prelado es el  Mons. Fortunato Pablo Urcey, OAR